# Radek Řechka
Radek Řechka (* 12. listopadu 1975 Příbram) je bývalý český sportovec (běžec a bobista), podnikatel a lokální politik.

## Život
Vyrůstal v Dobříši, kterou označuje za své rodné město.

### Sport
Začínal s fotbalem, byl odchovancem MFK Dobříš, kde ale začal hrát až v 15 letech. Také v poměrně pozdním věku 22 let se začal věnovat atletice v barvách klubu USK Praha, a to pod vedením trenérky Jany Jílkové. Je trojnásobným halovým mistrem České republiky ve sprintu na 60 metrů.
Od roku 2004 se z lehké atletiky přeorientoval na boby. Byl nominován na Zimní olympijské hry 2006 v Turíně, původně jako náhradník, ale nakonec nastoupil v závodě čtyřbobů, v němž se česká posádka pilota Iva Danileviče umístila na 14. místě.
Později se věnoval i funkcionářské kariéře, působil ve vedení fotbalového klubu MFK Dobříš, kde také opět hrál. Byl i jeho předsedou.

### Školství
Vystudoval elektronické počítačové systémy na střední průmyslové škole. Po přerušení dráhy profesionálního sportovce začal pracovat ve školství. V roce 2001 spoluzakládal Vysokou školu manažerské informatiky a ekonomiky v Praze a po řadu let byl jejím předsedou představenstva, ředitelem a kvestorem. V roce 2011 pod jeho vedením VŠMIEP koupila kladenský Středočeský vysokoškolský institut, což tehdy byla první fúze soukromých škol v České republice.
V roce 2015 došlo pro změnu ke sloučení VŠMIEP s ostravskou Vysokou školou podnikání do nové Vysoké školy podnikání a práva.
V roce 2016 sám na VŠPP úspěšně dokončil bakalářská studia oboru ekonomika a management.

### Lokální politika
Na základě zkušeností z vedení MFK Dobříš se rozhodl vstoupit do místní politiky. Jako nezávislý kandidoval za nově založené hnutí TOP 09 ve volbách roce 2010 do městského zastupitelstva a byl hned zvolen. Nabídku od vítězné ODS na vstup do rady města tehdy TOP 09 odmítla a zůstala v opozici, Řechka se stal předsedou kontrolní komise. Řechka svůj mandát zastupitele obhájil i o čtyři roky později. Tentokrát TOP 09 vstoupila do široké koalice a Řechka byl zvolen do rady města. Byl zodpovědný za oblasti sportu, kultury, volného času, školství a cestovního ruchu a vedl také Komisi pro školství a spolkovou činnost.

## Další činnost
Z volených funkcí odstoupil poté, co v létě 2016 úspěšně prošel výběrovým řízením do funkce tajemníka dobříšského městského úřadu.
V roce 2019 nastoupil na pozici náměstka pro ekonomiku a provoz v Oblastní nemocnici Příbram.